# Brasserie Dubuisson
Pour les articles homonymes, voir Dubuisson.
La brasserie Dubuisson est une brasserie belge, créée en 1769 à Pipaix. Elle est connue pour ses différentes bières Bush (« buisson » en anglais), ainsi que pour la Cuvée des Trolls. Elle est la brasserie la plus ancienne de Wallonie (plus de 250 ans d'existence). La Bush se décline sous le nom de Scaldis dans certains pays.

## Histoire
En 1769, la brasserie Dubuisson est créée. Un des ancêtres maternels de Hugues Dubuisson, Joseph Leroy, y a fait construire sur le site actuel de Pipaix une grosse ferme à laquelle il annexa une brasserie, la brasserie Dubuisson. Joseph Leroy était déjà maître brasseur : il était à la tête d’une brasserie seigneuriale de Ghyssegnies située juste en face de l'actuelle brasserie. Elle appartenait à ce seigneur. Joseph Leroy ne payait pas de taxe mais devait rendre des comptes au seigneur. Mais en 1769, Marie-Thérèse d’Autriche imposa des taxes sur toutes les brasseries même seigneuriales. N’ayant plus d’avantages, la brasserie Dubuisson s’installa de l’autre côté de la route, sur une terre non seigneuriale afin d’être indépendante.
La ferme-brasserie qui, à l'époque, ne brassait que pour les ouvriers de la ferme et les villageois, continua sa petite production jusqu'en 1932, date où Alfred et Amédée Dubuisson rachetèrent la ferme-brasserie de leurs parents, afin de la transformer pour en faire une brasserie à part entière. Ainsi naquit en 1933 la « Bush beer » (« Bière Dubuisson »), une bière à mi-chemin entre le goût belge et anglais (les bières anglaises remportaient un bon succès à l'époque) ; le nom en est d'ailleurs l'hommage, celui-ci étant anglais mais contenant malgré tout le nom de la brasserie belge. Cette bière remporta un succès croissant, et fit connaître la brasserie Dubuisson internationalement.
En 1991 fut inventée la bush de Noël, une bière brassée spécialement pour les fêtes de fin d'année. L'usage abondant de malt caramel apporte à la bush de Noël une couleur plus foncée et légèrement cuivrée. Un houblonnage particulièrement étudié lui confère une rondeur et une douceur particulièrement agréable. Ce fut en 1994, lors du 225e anniversaire de la brasserie, que fut inaugurée la bush 7 qui possède un taux de 7,5 % d'alcool, comparée à la bush traditionnelle qui, elle, a un taux de 12 %. Pour son 65e anniversaire, c'est-à-dire en 1996, la Bush beer fut renommée en Bush Ambrée, puis, en 2019, en Bush Caractère. En 2000 apparut la Cuvée des Trolls.
En 2008, ce sont les Bush Caractère refermentée et triple qui sont des bières non filtrées et refermentées de 75cl.
La brasserie Dubuisson est également tournée vers l'avenir ; elle a investi et innové massivement au cours des dernières années : tout d'abord au niveau de son impact écologique (panneaux solaires, station d'épuration, récupération de chaleur et d'eau), ensuite dans l'élargissement de la gamme des bières (distribuées partout en Belgique et dans plus de trente pays étrangers) et dans la création de concept de micro-brasseries (les brasse-temps : en 2000 à Louvain-la-Neuve, en 2003 à Mons, en 2017 Tournai et en 2022 Charleroi), la création d’établissements tels que les Trolls&Bush à Pipaix et à Ath ainsi que récemment le Trolls&Croques à Lille et finalement la création d'un pôle touristique à Pipaix comprenant la visite de la brasserie et ses installations, le musée interactif Beerstorium Dubuisson, la taverne Trolls&Bush et le magasin Terroir des Trolls.
La brasserie fait partie de l'association brassicole Belgian Family Brewers et les bières originales de la brasserie sont reprises comme Belgian Beer of Wallonia, protection accordée par l'Agence wallonne pour la promotion d'une agriculture de qualité (APAQ-W).

## Différentes bières brassées

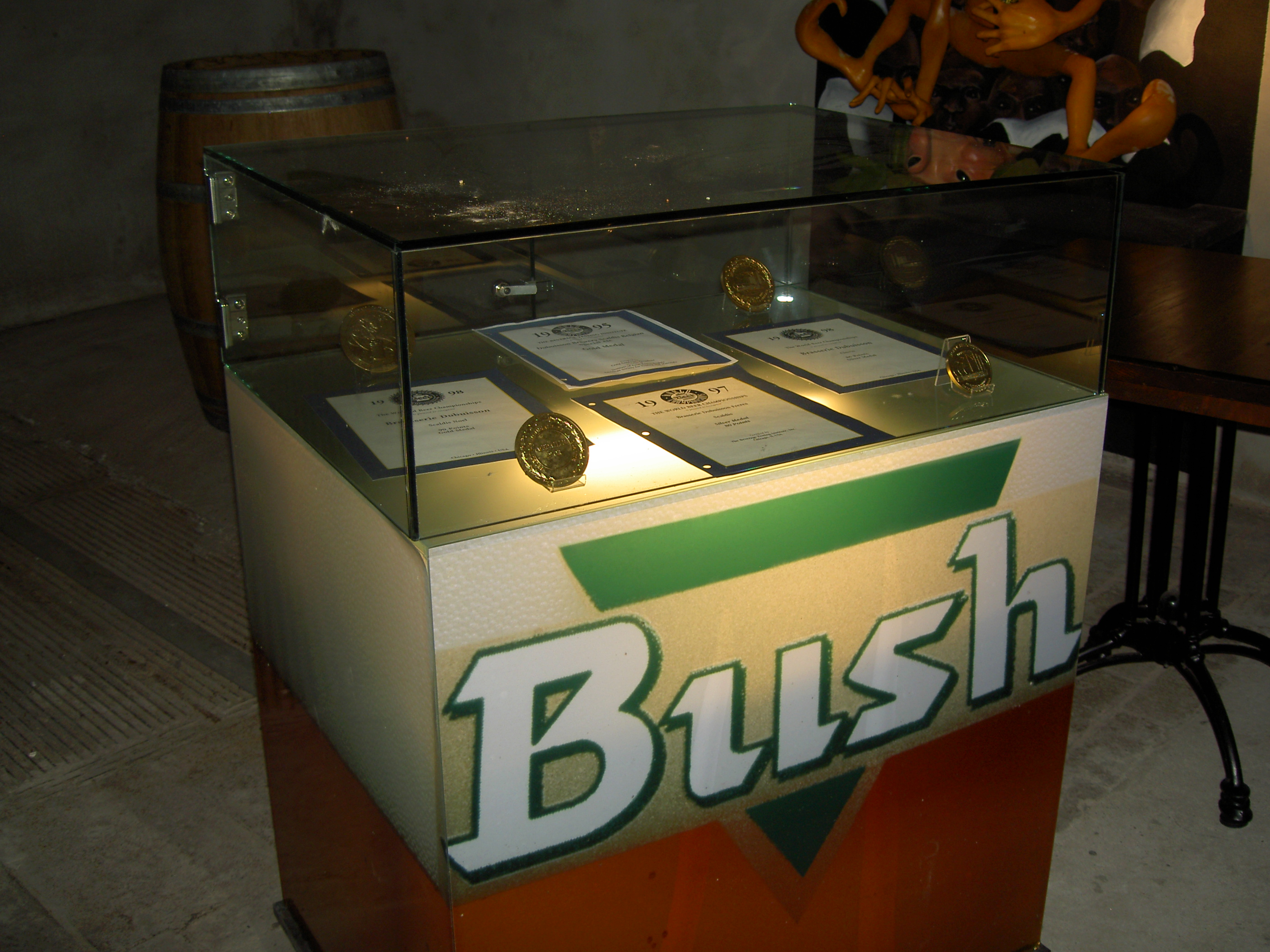
Distinctions exposées à la brasserie Dubuisson.

- Bush Caractère (Anciennement Bush Beer puis Bush Ambrée)[5] : elle se caractérise par sa couleur ambrée, son goût amer sucré, des notes de caramel et surtout par un taux d'alcool de 12 %, ce qui en fait une bière très forte.
- Bush de Noël : cette bière possède plus de malt caramel que la bush ambrée, ce qui lui donne une couleur plus foncée et légèrement cuivrée. Elle possède un taux d'alcool similaire à la bush ambrée, à savoir 12 %[5].
- Bush Triple (anciennement Bush Blonde)[8] : bière blonde aux notes florables et d'agrumes avec un taux d'alcool de 10,5 %, elle utilise du houblon de Saaz.
- Cuvée des Trolls : il s'agit d'une bière blonde non filtrée de 7% qui utilise des écorces d'orange séchées, ce qui lui confère un gout fruité et sucré.
- Bush de Noël Premium : il s'agit d'une bush de Noël traditionnelle qui a bénéficié d’une refermentation en bouteille en chambre chaude pendant une période de trois semaines[8].
- Bush Prestige : (13%) c'est une Bush Caractère mûrie en fût de chêne (neuf) pendant une période de trois à six mois. Pendant la mise en bouteille, une petite quantité de sucre et de levure y est ajouté afin de faire une dernière refermentation[10].
- Bush de Nuits : (13 %) a été lancée en 2008. c'est une Bush de Noël mûrie pendant 6 à 9 mois dans des foudres de bois ayant contenu du bourgogne de Nuits-Saint-Georges. Pendant la mise en bouteille, une petite quantité de sucre et de levure y est ajouté pour une refermentation.
- Bush de Charmes: (10,5%) basée sur une Bush Triple, cette bière a subi une fermentation en foudres du célèbre vin blanc de Bourgogne : le Charmes-Meursault[8].
- Pêche Mel Bush : (8,5%) C’est une base de bush caractère alliée à des arômes naturels de pêche, une bière fruitée forte. A l'origine la Pêche Mel Bush était un cocktail très prisé des étudiants universitaires belges[8].
- Fram'Bush : (8,5%) c’est une base de bush caractère et d’arômes naturels de framboise, une bière fruitée forte.
- Surfine : (6,5%) bière de type saison, lancée en 2014. Elle est brassée avec 3 houblons, 3 malts et 3 levures belges différentes[8].
- Rasta Trolls : (7%) c’est une base de Cuvée des Trolls arômatisée à la pomme et au rhum brun.

Les bières "bush" sont exportées aux États-Unis et Canada sous le nom de « Scaldis ».

## Fabrication
La première partie est la salle de brassage : Les matières premières utilisées sont le malt, le malt caramel, le houblon, l'eau, le sucre. La première étape consiste à mélanger de la farine complète de malt et d'eau chaude, qui est de 50 à 75 °C pour les bières Bush. l'opération dure 1 h 30 et permet d'obtenir une bouillie composée d'un liquide sucré et d'une partie solide composée des enveloppes pailleuses du malt.
La deuxième étape consiste à filtrer la maishe (le mélange d'eau et de malt écrasé), la partie liquide et solides sont séparés, la partie liquide appelée le moût est envoyé en cuve d'ébullition.
La troisième étape va se passer dans la cuve d'ébullition. Le moût est chauffé à 100 °C pour être stérilisé. C'est à ce moment précis que sont ajoutés le houblon et les épices, afin de donner le goût caractéristique de la Bush. Après une 1 h 30 d'ébullition, le mout sera plus concentré et plus caramélisé. À la fin de cette opération, nous avons un moût qui sera sucré, houblonné et épicé.
La dernière étape de cette première partie est la centrifugation et le refroidissement ; le moût bouillant provenant de la cuve d'ébullition passe par une centrifugeuse en vue d'y être clarifié.
La deuxième partie est la salle de fermentation : la levure, faite maison, est ajoutée au mout, ce qui va provoquer la fermentation principale, qui dure une semaine. La levure, qui se nourrit de sucre, va  dégager de l'alcool mais aussi du gaz carbonique qui forme l’arôme de la bière. La bière obtenue de la fermentation principale va, selon la préparation de la Bush, reposer pendant quatre à six semaines. C'est pendant cette étape que la Bush prend tout son caractère. Arrive enfin la filtration, qui va débarrasser la bière des particules de levure résiduelle, ce qui va la rendre limpide et brillante.
La troisième et dernière partie est l'embouteillage, où la bière est enfin mise en bouteille en vue de la vente.

### Ouvrages
- Michael Jackson (photogr. Joris Luyten), Grandes bières de Belgique, Lannoo, 2006, 537 p. (ISBN 9789020965971, lire en ligne).
- Dominique Auzias, BIÈRES BELGES 2022/2023 Petit Futé, Petit Futé, 4 janvier 2023, 216 p. (ISBN 9782305035048, lire en ligne).